# Боднар, Эрика
Эрика Боднар (венг. Bodnár Erika; род. 17 марта 1948 года, Будапешт, Венгрия) — венгерская актриса театра и кино.
В 1970 году Эрика Боднар окончила Академию драмы и кино в Будапеште. С 1972 года начала работать в театре им. Аттилы Йожефа. С 1974 года - в Национальном театре Будапешта. А в 1982 году Эрика стала одной из основателей театра им. Иожефа Катоны. Озвучивала актрису Ширли Маклейн в нескольких её фильмах. Работает в театре, кино, на радио и телевидении.

## Карьера

### Театр
Эрика Боднар сыграла во множестве спектаклях. Вот лишь некоторые из них: Macskajáték (сцен. Иштван Эркень), Sirály (сцен. Антон Чехов), Jegor Bulicsov (сцен. Максим Горький), II: Richárd (сцен. Уильям Шекспир), Cyrano de Bergerac (сцен. Эдмон Ростан), Bertha és Axel (сцен. Август Стриндберг), A konyha (сцен. Райнер Вернер Фасбиндер) и др.

### Кино
Карьеру в кино Эрика Боднар начала в 1966 году. Снялась в следующих фильмах: «Поездка с Якобом» (Эстер), «Ночная репетиция» (Эрика), «Осенний альманах» (Анна), «Целую, мама» (Марта), «Пока летит летучая мышь» (Тереза), «Осенний альманах» (Анна), «Дочь мрака» (Николь), «Алхимик и дева» (мама), «Белый Бог» (соседка) и т.д.

## Награды
- 1982: «Премия имени Мари Ясаи»
- 2002: Офицерский Крест венгерского Ордена Заслуг и др. награды[2]